# .sr
.sr es el dominio de nivel superior geográfico (ccTLD) para Surinam.